# Duocilindro

Projeção estereográfica da en do duocilindro (veja abaixo), como um en. A crista está girando no plano XW.

O duocilindro, também chamado de cilindro duplo ou bidisco, é um objeto geométrico embutido no espaço euclidiano de 4 dimensões, definido como o produto cartesiano de dois discos de raios respectivos r1 e r2:
{\displaystyle D=\left\{(x,y,z,w)\mid x^{2}+y^{2}\leq r_{1}^{2},\ z^{2}+w^{2}\leq r_{2}^{2}\right\}}
É análogo a um cilindro no espaço tridimensional, que é o produto cartesiano de um disco com um  segmento de reta. Mas ao contrário do cilindro, ambas as hipersuperfícies (de um duocilindro regular) são congruentes.
Seu dual é um duofuso, construído a partir de dois círculos, um no plano XY e outro no plano ZW.

## Geometria

### Variedades de 3 delimitadoras
O duocilindro é limitado por duas variedades de 3 mutuamente perpendiculares com superfícies semelhantes a toros, respectivamente descritos pelas fórmulas:
{\displaystyle x^{2}+y^{2}=r_{1}^{2},z^{2}+w^{2}\leq r_{2}^{2}}
e
{\displaystyle z^{2}+w^{2}=r_{2}^{2},x^{2}+y^{2}\leq r_{1}^{2}}
O duocilindro é assim chamado porque essas duas variedades tridimensionais podem ser pensadas como cilindros tridimensionais "dobrados" no espaço quadridimensional, de modo que formem loops fechados nos planos XY e ZW. O duocilindro tem simetria rotacional em ambos os planos.
Um duocilindro regular consiste em duas células congruentes, uma face plana quadrada do toro (o cume), zero arestas e zero vértices.

## O cume
O cume do duocilindro é a variedade de 2 que é o limite entre as duas células delimitadoras (sólidas) do toro. Tem a forma de um toro de Clifford [en], que é o produto cartesiano de dois círculos. Intuitivamente, pode ser construído da seguinte forma: Enrole um retângulo bidimensional em um cilindro, de modo que suas bordas superior e inferior se encontrem. Em seguida, role o cilindro no plano perpendicular ao hiperplano tridimensional em que o cilindro se encontra, de modo que suas duas extremidades circulares se encontrem.
A forma resultante é topologicamente equivalente a um toro de 2 euclidiano (uma forma de rosquinha). No entanto, ao contrário do último, todas as partes de sua superfície são deformadas de forma idêntica. Na rosquinha (superfície 2D, incorporada em 3D), a superfície ao redor do "buraco da rosquinha" é deformada com curvatura negativa (como uma sela) enquanto a superfície externa é deformada com curvatura positiva (como uma esfera).
O cume do duocilindro pode ser pensada como a forma global real das telas de jogos eletrônicos (video games) como Asteroids, onde sair da borda de um lado da tela leva ao outro lado. Ele não pode ser inserido sem distorção no espaço tridimensional, porque requer dois graus de liberdade ("direções") além de sua superfície bidimensional inerente para que ambos os pares de arestas sejam unidos.
O duocilindro pode ser construído a partir da esfera de 3 "cortando" a protuberância da esfera de 3 em ambos os lados do cume. O análogo disso na esfera de 2 é desenhar círculos de latitude menores em ± 45 graus e cortar a protuberância entre eles, deixando uma parede cilíndrica e cortando os topos, deixando os topos planos. Esta operação é equivalente a remover vértices/pirâmides selecionadas de polítopos, mas como a esfera de 3 é lisa/regular você tem que generalizar a operação.
O ângulo diedro entre as duas hipersuperfícies 3D em ambos os lados do cume é de 90 graus.

### Projeções
As projeções paralelas do duocilindro no espaço tridimensional e suas seções transversais com o espaço tridimensional formam cilindros. As projeções em perspectiva do duocilindro formam formas semelhantes a toros com o "buraco da rosquinha" preenchido.

### Relação com outras formas
O duocilindro é a forma limitante dos duoprismas [en], pois o número de lados nos prismas poligonais constituintes se aproxima do infinito. Os duoprismas, portanto, servem como boas aproximações politópicas do duocilindro.
No espaço tridimensional, um cilindro pode ser considerado intermediário entre um cubo e uma esfera. No espaço de 4 existem três formas intermediárias entre o tesserato (bola de 1 × bola de 1 × bola de 1 × bola de 1) e a hiperesfera (bola de 4). Eles são:
- o cubindro[carece de fontes?] (bola de 2 × bola de 1 × bola de 1), cuja superfície consiste em quatro células cilíndricas e um toro quadrado.
- o esferindro [en] (bola de 3 × bola de 1 ), cuja superfície consiste em três células - duas esferas e a região intermediária.
- o duocilindro (bola de 2 × bola de 2), cuja superfície consiste em duas células toroidais.

O duocilindro é o único dos três acima que é regular. Essas construções correspondem às cinco  partições de 4, o número de dimensões.